# Poljice (Udbina)
Poljice falu Horvátországban, Lika-Zengg megyében. Közigazgatásilag Udbinához tartozik.

## Fekvése
Korenicától légvonalban 33 km-re, közúton 38 km-re délre, községközpontjától légvonalban 8 km-re, közúton 10 km-re délre, a Korbavamező déli részén, a Komići mezőn fekszik.

## Története
A falu már a középkorban is létezett. A korbáviai nemesek között 1460-ban tűnik fel a poljicai Ladislav Uglješić alispán családja. Fennmaradtak két szomszédos nemes család, a Mekinjan és a Bobinac közötti per iratai és perben szerepelt mások mellett a poljicai Uglješić család is. A török 1527-ben Poljicét is elfoglalta, majd pravoszláv és muzulmán lakosságot telepített ide. Az 1685 és 1699 között dúlt osztrák-török háborúban a falu ismét néptelen lett. A muzulmánok Bihács irányába, a pravoszlávok Dalmácia felé és Brinje környékére menekültek. 1698-ig puszta volt, majd szerbek települtek be. Martin Brajković zenggi püspök 1701-ben már 60 házat talált itt pravoszláv szerb lakossággal. 1712-ben a Mirković, a Pavlica, a Sunajko, a Drača és a Dautović családok lakták, akik Knin és Brinje területéről érkeztek. A falunak 1857-ben 250, 1910-ben 251 lakosa volt. A trianoni békeszerződés előtt Lika-Korbava vármegye Udbinai járásához tartozott. Ezt követően előbb a Szerb-Horvát-Szlovén Királyság, majd Jugoszlávia része lett. 1991-ben teljes lakossága szerb nemzetiségű volt, akik Komić parókiájához tartoztak. A falunak 2011-ben mindössze 9 lakosa volt.

## Lakosság
| Lakosság változása | Lakosság változása | Lakosság változása | Lakosság változása | Lakosság változása | Lakosság változása | Lakosság változása | Lakosság változása | Lakosság változása | Lakosság változása | Lakosság változása | Lakosság változása | Lakosság változása | Lakosság változása | Lakosság változása | Lakosság változása |
| ------------------ | ------------------ | ------------------ | ------------------ | ------------------ | ------------------ | ------------------ | ------------------ | ------------------ | ------------------ | ------------------ | ------------------ | ------------------ | ------------------ | ------------------ | ------------------ |
| 1857               | 1869               | 1880               | 1890               | 1900               | 1910               | 1921               | 1931               | 1948               | 1953               | 1961               | 1971               | 1981               | 1991               | 2001               | 2011               |
| 250                | 0                  | 0                  | 241                | 299                | 251                | 290                | 280                | 184                | 165                | 143                | 100                | 75                 | 45                 | 3                  | 9                  |